# Кубок Английской футбольной лиги
Кубок Английской футбольной лиги (англ. English Football League Cup), также известный как Кубок лиги (англ. League Cup), Кубок АФЛ (англ. EFL Cup) и Кубок Карабао (англ. Carabao Cup) — футбольное соревнование, проводимое среди английских клубных команд. Кубок был основан в 1960 году. На данный момент в турнире принимает участие 92 клуба из четырёх высших дивизионов чемпионата Англии (Премьер-лиги и трёх дивизионов Английской футбольной лиги).
Кубок Английской футбольной лиги считается не столь престижным, как Кубок Англии, который имеет гораздо более богатую историю, и в розыгрыше которого принимают участие клубы даже из нижних дивизионов системы футбольных лиг Англии.
Действующим победителем турнира является «Ньюкасл Юнайтед».
С 1960 по 2016 год был известен под названием Кубок Футбольной лиги (англ. Football League Cup). Начиная с сезона 2016/17 турнир называется «Кубок Английской футбольной лиги» вслед за ребрендингом названия Футбольной лиги в Английскую футбольную лигу (англ. English Football League).

## Регламент
Как и Кубок Англии, данный турнир проводится по принципу выбывания участников после первого поражения, за исключением полуфиналов, в которых проводятся два матча на полях обоих соперников. Кроме того, в отличие от Кубка Англии, где в сезоне 2018/19 участвовали 736 команд, число участников Кубка Английской футбольной лиги ограничено 92 клубами: 20 представляют Премьер-лигу, а ещё 72 — три дивизиона Английской футбольной лиги.
Победитель Кубка Английской футбольной лиги получает право участвовать в розыгрыше Лиги конференций (до сезона 2020/21 — Лиги Европы), если он не добился права участия в еврокубках другим путём (если победитель сыграет в Лиге чемпионов или Лиге Европы, путёвка в Лигу конференций переходит команде из числа тех, кто ещё не участвует ни в одном из еврокубков, но финишировала в Премьер-лиге выше своих конкурентов).
В дополнение к гонорару за участие (20 000 фунтов) за победу в первых раундах команда получает 10 000 фунтов, за ничью — 5000. Призовые растут по ходу турнира, достигая 100 000 фунтов за победу в финале.

## История названий

Логотип турнира с 2003 по 2012 годы

Логотип турнира с 2012 по 2016 год

С 1982 года Кубок Футбольной лиги именуется по названию спонсора:
- Молочный Кубок (англ. Milk Cup) — с 1981/1982 по 1985/1986 спонсором являлась ассоциация производителей молочных продуктов Milk Marketing Board.
- Переходящий кубок Littlewoods (англ. Littlewoods Challenge Cup) — с 1986/1987 по 1989/1990 спонсором была компания Littlewoods сэра Джона Мурса, известная благодаря своему букмекерскому подразделению.
- Кубок Rumbelows (англ. Rumbelows Cup) — с 1990/1991 по 1991/1992 Кубок спонсировала компания по торговле электротоварами Rumbelows.
- Кубок Coca-Cola (англ. Coca-Cola Cup) — с 1992/1993 по 1997/1998 спонсором выступала компания-производитель безалкогольных напитков Coca-Cola.
- Кубок Worthington (англ. Worthington Cup) — с 1998/1999 по 2002/2003 названием Кубка служила марка пива, принадлежавшая компании Bass.
- Кубок Carling (англ. Carling Cup) — с 2003/2004 по 2011/2012 в качестве названия используется марка пива, принадлежащая компании Coors Brewers.
- Кубок Capital One (англ. Capital One Cup) — с 2012/2013 по 2015/16 в качестве названия используется название банка Capital One.
- Кубок Английской футбольной лиги (англ. EFL Cup) — в сезоне 2016/17 у Кубка не было главного спонсора.
- Кубок Carabao (англ. Carabao Cup) — начиная с сезона 2017/18 спонсором Кубка является тайская компания-производитель энергетических напитков Carabao (соглашение заключено до 2020 года).

## Победители

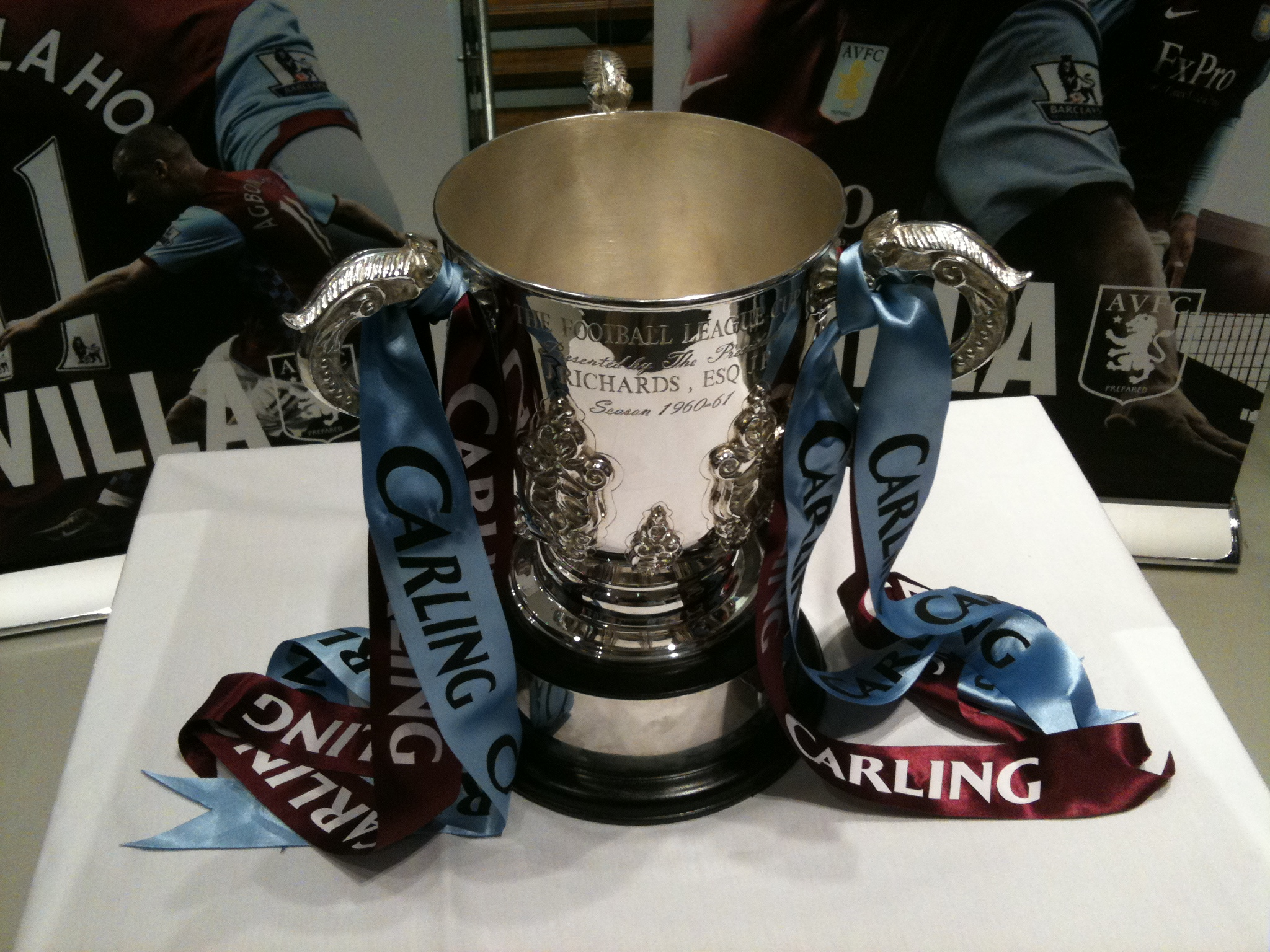
Трофей, вручаемый победителю

Указаны последние победы и поражения в финалах турнира для клубов, имеющих две и более победы
|    | Клуб                    | Победы | Последняя победа | Финалист | Последнее поражение |
| -- | ----------------------- | ------ | ---------------- | -------- | ------------------- |
| 1  | Ливерпуль               | 10     | 2024             | 5        | 2025                |
| 2  | Манчестер Сити          | 8      | 2021             | 1        | 1974                |
| 3  | Манчестер Юнайтед       | 6      | 2023             | 4        | 2003                |
| 4  | Челси                   | 5      | 2015             | 5        | 2024                |
| 5  | Астон Вилла             | 5      | 1996             | 4        | 2020                |
| 6  | Тоттенхэм Хотспур       | 4      | 2008             | 5        | 2021                |
| 7  | Ноттингем Форест        | 4      | 1990             | 2        | 1992                |
| 8  | Лестер Сити             | 3      | 2000             | 2        | 1999                |
| 9  | Арсенал                 | 2      | 1993             | 6        | 2018                |
| 10 | Норвич Сити             | 2      | 1985             | 2        | 1975                |
| 11 | Бирмингем Сити          | 2      | 2011             | 1        | 2001                |
| 12 | Вулверхэмптон Уондерерс | 2      | 1980             | 0        | -                   |

- «Блэкберн Роверс», «Вест Бромвич Альбион», «Куинз Парк Рейнджерс», «Лидс Юнайтед», «Лутон Таун», «Мидлсбро», «Ньюкасл Юнайтед», «Оксфорд Юнайтед», «Сток Сити», «Суиндон Таун», «Суонси Сити» и «Шеффилд Уэнсдей» выиграли турнир по одному разу.
- «Болтон Уондерерс», «Вест Хэм Юнайтед» и «Эвертон» играли в финале по два раза, но ни разу трофей не выиграли.